# Finale della Coppa d'Asia 2019
La finale della Coppa d'Asia 2019 si disputò il 1º febbraio 2019 allo Stadio Città dello sport Zayed di Abu Dhabi tra le nazionali di Giappone e Qatar. Il vincitore della finale fu la nazionale qatariota, che trionfò 3-1 e ottenne il suo primo trofeo nella massima competizione tra nazionali maschili asiatiche.
Per la prima volta nella storia della Coppa d'Asia si fece uso del Video Assistant Referee. Inoltre, entrambe le nazionali partecipanti alla finale furono invitate a partecipare alla Copa América 2019.

## Le squadre
| Squadra  | Finali (o spareggi) disputate in precedenza (il grassetto indica la vittoria) |
| -------- | ----------------------------------------------------------------------------- |
| Giappone | 4 (1992, 2000, 2004, 2011)                                                    |
| Qatar    | Nessuna partecipazione                                                        |

## Cammino verso la finale

### Giappone
Qualificatosi al torneo da imbattuto nel girone E del secondo turno di qualificazione con sette vittorie, un pareggio, 27 gol segnati e nessuno subito, il Giappone, la squadra più titolata della Coppa d'Asia, fu inserito nel gruppo F della fase a gironi, insieme a Oman, Turkmenistan e Uzbekistan. Nella prima partita, tenutasi il 9 gennaio ad Abu Dhabi, il Giappone affrontò i turkmeni, i quali stupirono tutti portandosi in vantaggio al 26° con un gol dalla distanza di Arslanmyrat Amanow; nella ripresa, i Samurai Blu ribaltarono però la partita con una doppietta di Yūya Ōsako al 56° e al 60°, seguita dal gol di Ritsu Dōan undici minuti dopo. Il rigore del turkmeno Ahmet Ataýew al 78° fu il gol della bandiera del 3-2. Quattro giorni dopo, di nuovo nella capitale emiratense, i nipponici affrontarono l'Oman, già sconfitto dall'Uzbekistan per 2-1, e faticarono un po' a portarsi il vantaggio, riuscendoci al 28° grazie a un rigore di Genki Haraguchi. Qualificati con una giornata d'anticipo agli ottavi di finale, i Samurai Blu poterono affrontare con maggior sicurezza l'ultimo avversario, l'Uzbekistan, che aveva già umiliato il Turkmenistan 4-0. Nella partita del 17 gennaio ad al-'Ayn, gli uzbeki si portarono in vantaggio al 40° con Eldor Shomurodov, ma tre minuti dopo il Giappone rispose con un gol di testa di Yoshinori Mutō; al 58°, Tsukasa Shiotani segnò il gol della ribalta con un tiro dalla lunga distanza. I Samurai Blu finirono così il punteggio a girone pieno, e si qualificarono agli ottavi insieme a Uzbekistan (6 punti) e Oman (3), mentre il Turkmenistan, sconfitto dallo stesso Oman per 3-1, finì senza punti e fu l'unica nazionale eliminata nel girone (nel torneo vi erano infatti 24 nazionali partecipanti nella fase a gironi, ed essendovi 6 gruppi di 4 squadre ciascuno, agli ottavi accedevano anche le quattro migliori terze).
Agli ottavi, i Samurai Blu affrontarono l'Arabia Saudita, seconda classificata del Gruppo E, e giocarono in difensiva con una formazione simile alle prime due partite della fase a gironi; la partita finì 1-0 tramite un gol di testa di Takehiro Tomiyasu, a seguito del quale i nipponici difesero il vantaggio contro un asfissiante possesso palla saudita che ebbero numerose occasioni gol tutte però andate a vuoto.
I quarti segnarono il debutto del sistema Video Assistant Referee (VAR) alla Coppa d'Asia, che entrò in gioco più di preciso nella partita tra il Giappone e il Vietnam: annullò infatti una rete al 25° per tocco di mano, e concesse al Giappone un rigore al 57°, che fu realizzato da Ritsu Dōan e fissò il risultato sul secondo 1-0 consecutivo. Le semifinali videro il Giappone affrontare l'Iran, che aveva fatto una prestazione straordinaria non avendo infatti subito alcun gol né nella fase a gruppi né nelle eliminatorie finali. Il primo tempo si concluse a reti inviolate, quindi il Giappone cambiò tattiche d'attacco, con la conseguenza che Yūya Ōsako segnò una doppietta con un gol di testa al 56° e un rigore al 67° (provocato da un tocco di mano visto dal VAR), seguito dalla rete di Genki Haraguchi ai minuti di recupero.

### Qatar
Il Qatar aveva già partecipato nove volte sulle dieci edizioni precedenti della Coppa d'Asia, a partire da quella del 1980, e due volte, nel 2000 e nel 2011, aveva superato la fase a gironi per poi perdere ai quarti. Come allenatore della nazionale maggiore, e di quella Under 23, era stato scelto nel 2017 l'ex-giovane del Barcelona Félix Sánchez, che coltivava uno stile orientato sull'attacco e utilizzava giovani talenti emersi fin dall'annuncio della Coppa del Mondo che si sarebbe svolta proprio in Qatar.
I qatarioti si erano classificati primi nel girone C del secondo turno di qualificazione alla Coppa d'Asia con un record di sette vittorie e una sconfitta, tra cui una vittoria per 15-0 contro il Bhutan, diventata la loro più grande vittoria di sempre. Sorteggiati nel gruppo E assieme all'Arabia Saudita, alla Corea del Nord e al Libano, i Marroni aprirono la gara contro quest'ultima nazionale, vincendo 2-0 con i gol nella ripresa del centrocampista Bassam Al-Rawi e dell'attaccante Almoez Ali. Dopo la loro prima vittoria in un incontro della Coppa d'Asia organizzato in un paese diverso dal suo, il Qatar sfidò la Corea del Nord di fronte a un pubblico di soli 452 spettatori allo Stadio Khalifa bin Zayed, e vinse 6-0 con poker di Ali e reti di Akhoukhi e Hassan. L'ultima partita del girone fu contro l'Arabia Saudita, e fu soprannominata "il Derby dell'Embargo", a causa della crisi diplomatica tra il Qatar e il resto del mondo arabo: i Marroni vinsero 2-0 con la doppietta di Almoez Ali, che consentì loro di raggiungere gli ottavi a punteggio pieno; nella classifica, furono seguiti dagli stessi sauditi con 6 punti, mentre Libano (3 punti) e Corea del Nord (0 punti) furono eliminati.
L'avversario qatariota agli ottavi fu l'Iraq, che fu sconfitto 1-0 tramite un gol su punizione di Bassam Al-Rawi al 62°: questo fu un gol molto sentito, in quanto Al-Rawi era nato in Iraq. Il prossimo avversario fu la Corea del Sud, finalista del 2015: la partita finì con l'inaspettata vittoria qatariota per 1-0 grazie ad Abdulaziz Hatem che segnò al 78°, staccando il pass per le semifinali. Lì, il Qatar affrontò i padroni di casa, gli Emirati Arabi Uniti, nella seconda parte del "Derby dell'Embargo"; durante la partita, i tifosi emiratensi lanciarono sandali e bottiglie d'acqua addosso ai giocatori qatarioti. Boualem Khoukhi segnò il gol del vantaggio qatariota al 22°, seguito da Almoez Ali che segnò al 37° il suo ottavo gol nel torneo, al pari dell'iraniano Ali Daei nel 1996; alla ripresa, il Qatar segnò ancora con Hassan Al-Haydos all'80° e poi con il sostituto Hamid Ismail nei minuti di recupero, fissando il 4-0 che portò i Marroni nella loro prima finale della storia. Il Qatar fu anche la seconda nazionale a raggiungere la finale della Coppa d'Asia senza subire nemmeno un gol, dopo la Corea del Sud nel 2015.

### Tabella riassuntiva del percorso
| Squadra      | Pt | G |
| ------------ | -- | - |
| Giappone     | 9  | 3 |
| Uzbekistan   | 6  | 3 |
| Oman         | 3  | 3 |
| Turkmenistan | 0  | 3 |

| Squadra        | Pt | G |
| -------------- | -- | - |
| Qatar          | 9  | 3 |
| Arabia Saudita | 6  | 3 |
| Libano         | 3  | 3 |
| Corea del Nord | 0  | 3 |

## Descrizione della partita
L'incontro iniziò con due occasioni gol per il Giappone, entrambe mancate; ad aprire le marcature fu invece il qatariota Almoez Ali al 12°, con un tiro da 14 metri; con questo gol, Ali superò il record dell'iraniano Ali Daei. Al 27° il Qatar trovò il raddoppio ad opera di Abdulaziz Hatem, che segnò con un tiro da 23 metri che si insaccò nell'angolo superiore della porta.
Il Giappone riprese poi possesso palla e trovò numerose occasioni, tutte mancate, sia prima che dopo l'intervallo, tra cui numerosi angoli e un colpo di testa di Yoshinori Mutō andato a vuoto; il Qatar fu meno produttivo in termini di occasioni, con Hatem che provò a segnare al 56° ma colpì la traversa. Al 69°, Takumi Minamino segnò l'unico gol subito dal Qatar nel torneo, ma i Marroni mantennero il controllo e ottennero un rigore all'82°, concesso grazie al VAR e causato dal tocco di mano del capitano nipponico Maya Yoshida dopo un calcio d'angolo; il rigore fu segnato da Akram Afif, che fissò il risultato sul 3-1 che durò per il resto della partita.

## Tabellino
| Arbitro: | Irmatov |

|              |           |                                       |
| Minamino 69’ | Marcatori | 12’ Ali 27’ Hatem 83’ (rig.) Ak. Afif |

| Giappone | Qatar |

| P               | 12 | Shūichi Gonda        |     |
| D               | 19 | Hiroki Sakai         | 86’ |
| D               | 16 | Takehiro Tomiyasu    |     |
| D               | 22 | Maya Yoshida         | 82’ |
| D               | 5  | Yūto Nagatomo        |     |
| C               | 8  | Genki Haraguchi      | 62’ |
| C               | 7  | Gaku Shibasaki       | 20’ |
| C               | 18 | Tsukasa Shiotani     | 84’ |
| C               | 21 | Ritsu Dōan           |     |
| A               | 15 | Yūya Ōsako           |     |
| A               | 9  | Takumi Minamino      | 89’ |
| A disposizione: |    |                      |     |
| P               | 1  | Masaaki Higashiguchi |     |
| D               | 2  | Genta Miura          |     |
| D               | 3  | Sei Muroya           |     |
| D               | 4  | Shō Sasaki           |     |
| C               | 6  | Wataru Endō          |     |
| C               | 10 | Takashi Inui         | 89’ |
| A               | 11 | Kōya Kitagawa        |     |
| A               | 13 | Yoshinori Mutō       | 62’ |
| A               | 14 | Jun'ya Itō           | 84’ |
| D               | 20 | Tomoaki Makino       |     |
| P               | 23 | Daniel Schmidt       |     |
| Allenatore:     |    |                      |     |
| Hajime Moriyasu |    |                      |     |

| P                 | 1  | Saad Al Sheeb              |       |
| D                 | 15 | Bassam Al-Rawi             |       |
| D                 | 16 | Boualem Khoukhi            | 61’   |
| D                 | 4  | Tarek Salman               |       |
| D                 | 2  | Ró-Ró                      | 90+3’ |
| C                 | 3  | Abdelkarim Hassan Fadlalla |       |
| C                 | 10 | Hassan Al Haidos           | 74’   |
| C                 | 6  | Abdulaziz Hatem            |       |
| C                 | 23 | Assim Madibo               |       |
| A                 | 11 | Akram Afif                 | 84’   |
| A                 | 19 | Almoez Ali                 | 90+6’ |
| A disposizione:   |    |                            |       |
| A                 | 7  | Ahmed Alaaeldin            | 90+6’ |
| D                 | 8  | Hamid Ismail               |       |
| C                 | 9  | Khaled Mohammed            |       |
| D                 | 12 | Karim Boudiaf              | 74’   |
| D                 | 13 | Tameem Al-Muhaza           |       |
| C                 | 14 | Salem Al-Hajri             | 61’   |
| C                 | 17 | Abdelrahman Moustafa       |       |
| D                 | 18 | Abdulkarim Al-Ali          |       |
| A                 | 20 | Ali Afif                   |       |
| P                 | 21 | Yousef Hassan              |       |
| P                 | 22 | Mohammed Al-Bakri          |       |
| Allenatore:       |    |                            |       |
| Félix Sánchez Bas |    |                            |       |

| Uomo partita: - Akram Afif Assistenti arbitrali: - Abdukhamidullo Rasulov - Jakhongir Saidov Quarto uomo: - Ma Ning Video Assistant Referee: - Paolo Valeri Assistenti VAR: - Muhammad Taqi - Chris Beath |

## Conseguenze
Se per il Giappone si trattò della prima finale persa nella storia della competizione (dopo le quattro vittorie nelle edizioni 1992, 2000, 2004 e 2011), e la disfatta dopo sei vittorie consecutive, per il Qatar fu invece il suo miglior raggiungimento possibile in essa, dopo nove partecipazioni nelle quali aveva raggiunto al massimo i quarti di finale, e il conseguimento vittorioso di tutte le sette partite disputate nel torneo.
L'attaccante Almoez Ali fu nominato MVP del torneo, e si laureò capocannoniere del torneo con le sue 9 reti sulle 19 totali qatariote, superando le otto dell'iraniano Ali Daei da lui conseguite nel 1996; il portiere suo connazionale Saad Al Sheeb fu nominato miglior portiere del torneo per aver mantenuto la rete inviolata per sei partite di fila, subendo solo la rete di Minamino alla finale; l'attaccante connazionale Akram Afif fu selezionato come uomo della finale con un gol su rigore e due assist sui dieci qatarioti nel torneo, il massimo per un qualsiasi giocatore. I giapponesi ottennero invece il premio per il fair play in qualità di squadra con il miglior record disciplinare.